# Kojima Productions
Kojima Productions — японський розробник відеоігор, що базується в Токіо. Студія була заснована у 2005 році Хідео Кодзімою як дочірнє підприємство компанії Konami. До 2015 року студія переважно розробляла ігри серії Metal Gear, творцем якої був Кодзіма. Крім цього, вона вела роботи над Silent Hills, згодом скасованою грою із серії Silent Hill, створивши для неї інтерактивний тизер P.T.. У 2015 році Кодзіма пішов із Konami та реформував студію як незалежну. Після цього Kojima Productions розробила бойовик Death Stranding.

## Історія

### Дочірня студія Konami (2005—2015)

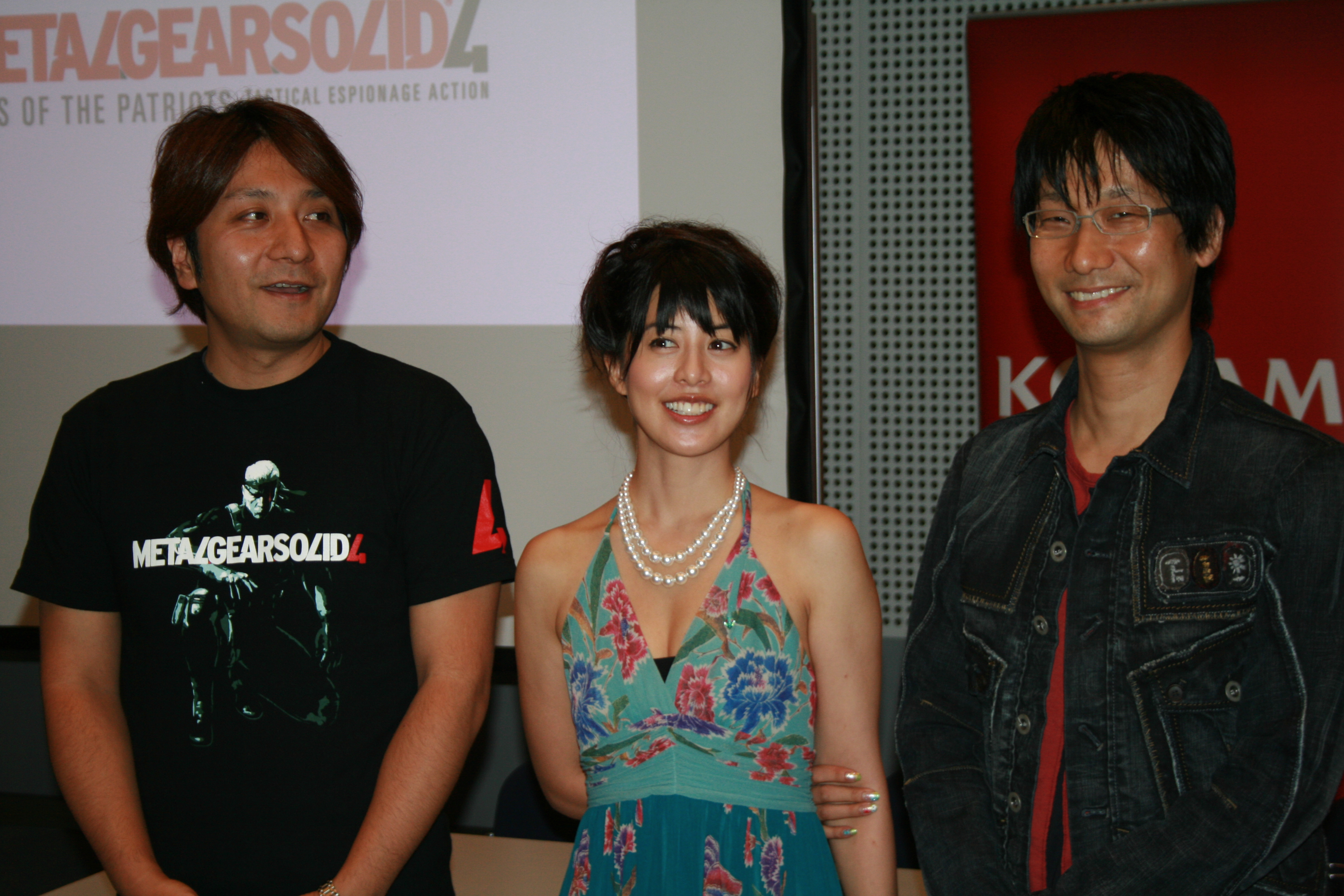
Продюсер Кенічіро Імаідзумі, актриса Юмі Кікучі та Хідео Кодзіма на представленні Metal Gear Solid 4: Guns of the Patriots у 2007 році.

Kojima Productions була заснована 1 квітня 2005 року Хідео Кодзімою після того, як Konami об'єднала кілька своїх дочірніх компаній, включно з командою Кодзіми в Konami Computer Entertainment Japan (KCEJ). Кодзіма сказав, що злиття звільнило його від тягаря бізнес-адміністрування, який він відчував як віцепрезидент KCEJ, додавши, що як керівник Kojima Productions він зможе зосередитися на створенні ігор. За словами Кодзіми, який також став обіймати посаду виконавчого директора в раді директорів Konami, йому все ж таки доводилося переконувати компанію вкладати кошти в його ідеї. Спочатку студія працевлаштовувала майже сотню розробників, але до жовтня 2007 року розширилася до 200 осіб.
До 2015 року студія переважно розробляла ігри серії Metal Gear, включно з Guns of the Patriots (2008), Peace Walker (2010), Ground Zeroes (2014) та The Phantom Pain (2015).
У 2012 році студія почала розробку Silent Hills, нової частини в серії Silent Hill, яка велася на чолі з Кодзімою та кінорежисером Гільєрмо дель Торо. Того ж року було відкрито структурний підрозділ в Лос-Анджелесі. У серпні 2014 року було випущено P.T., безплатний інтерактивний тизер до Silent Hills, який Kojima Productions створила під псевдонимом «7780s Studio». P.T. отримала визнання критиків і була завантажена понад 1 млн разів за перший місяць. Silent Hills була скасована навесні 2015 року через події, які призвели до закриття студії.

#### Закриття
16 березня 2015 року Konami оголосила про реструктуризацію операцій із розробки відеоігор задля «переведення нашої виробничої структури до системи під керуванням штаб-квартири, щоб створити міцну операційну базу, здатну реагувати на швидкі ринкові зміни навколо нашого бізнесу цифрових розваг». Згадки про Кодзіму та його студію були виключені з рекламних матеріалів та вебсайтів, що належали до серії Metal Gear; підрозділ Кодзіми в Лос-Анджелесі було перейменовано на Konami Los Angeles Studio; у Твіттері було створено новий обліковий запис Metal Gear Solid без згадки Кодзіми в назві; а сайт Kojima Productions почав перенаправляти на сайт Metal Gear Solid. Того ж дня Кодзіма розмістив у своєму особистому обліковому записі у Твіттері фотографію з підписом «від'їжджаю». В документації Konami зазначалося, що з 1 квітня Кодзіма більше не обійматиме посаду виконавчого директора в раді директорів компанії.
19 березня, посилаючись на анонімного співробітника, вебсайт GameSpot повідомив, що зміни були результатом конфліктів між Кодзімою та Konami. Згідно з цією інформацією, Кодзіму та працівників його студії почали сприймати як осіб, що працюють за контрактом, а не повноцінних співробітників, тоді як їхній доступ до корпоративної електронної пошти та телефонів було заблоковано. Також було повідомлено, що Кодзіма та старший персонал студії планували залишити Konami в грудні 2015 року після завершення їхніх контрактів та випуску The Phantom Pain. Konami виступила із заявою про заперечення того, що Кодзіма залишає компанію й повідомила, що він, як і раніше, є частиною Konami та братиме участь у розробці ігор Metal Gear. Наступного дня Konami заявила, що Кодзіма залишиться в компанії принаймні до завершення розробки The Phantom Pain, і що він набирає персонал для розробки майбутніх ігор Metal Gear, тоді як сам Кодзіма підтвердив, що він «на 100 % залучений» до розробки The Phantom Pain. У квітні актриса Донна Берк, яка була залучена до озвучування гри, повідомила, що Кодзіма був звільнений; Konami спростувала ці твердження, а Берк відкликала свою заяву.
У липні актор Акіо Оцука, який неодноразово співпрацював із Кодзімою, повідомив про закриття Kojima Productions. У грудні студія була номінована в категорії «Розробник року» на церемонії The Game Awards 2015, але поступилася CD Projekt RED. За повідомленнями, юристи Konami заборонили Кодзімі відвідувати захід, тому актор Кіфер Сазерленд, який зобразив протагоніста The Phantom Pain, прийняв нагороду за гру від його імені.

### Незалежна студія (з 2015)
16 грудня 2015 року Кодзіма, спільно із Sony Computer Entertainment, оголосив про те, що Kojima Productions буде реформована як незалежна студія, тоді як артдиректор Йодзі Сінкава та продюсер Кенічіро Імаідзумі приєднаються до нього. Разом із цим студія також оновила свій логотип. Кодзіма реформував студію спираючись на філософію Media Molecule, яку він відвідав у 2016 року, прагнучи створити таку ж «невелику, затишну студію». Він похвалив велику кількість жіночих співробітників і невимушену атмосферу студії, порівнявши її із сімейною. Кодзіма встановив ліміт у сотню працівників для своєї студії, подібно до Media Molecule. З оголошенням про реформування студія анонсувала розробку нового проєкту для PlayStation 4. У травні 2016 року Кодзіма представив Люденса (англ. Ludens) — маскота студії, на якому ґрунтується її логотип. У червні студія оголосила свій дебютний проєкт Death Stranding на виставці E3. У грудні було оголошено, що Kojima Productions використовує ігровий рушій Decima для Death Stranding, створений амстердамською студією Guerrilla Games, і започаткує в Guerrilla свій невеликий підрозділ, який зосередиться на технічних аспектах. Станом на вересень 2019 року Kojima Productions працевлаштовувала приблизно 80 співробітників, які працювали в штаб-квартирі у районі Шінаґава. Death Stranding була випущена в листопаді й отримала загалом схвальні відгуки. Того ж місяця Kojima Productions повідомила про плани створювати кінофільми, тоді як Імаідзумі залишив студію через внутрішні розбіжності, а згодом приєднався до Tencent.
У березні 2020 року студія була вимушена перейти на дистанційний режим роботи після того, як один зі співробітників захворів на коронавірусну хворобу внаслідок пандемії. Деякий час Kojima Productions працювала над однокористувацькою епізодичною грою жахів, але її було скасовано на ранній стадії розробки в середині 2020-го. У жовтні студія підтвердила, що працює над новим проєктом. У листопаді 2021 року студія оголосила про відкриття нового бізнес-підрозділу в Лос-Анджелесі, що спеціалізуватиметься на телебаченні та кіно. На початку 2022 року студія почала переїзд до нових офісів в районі Мінато, що було завершено у червні. У травні виконавець ролі протагоніста Death Stranding Норман Рідус заявив, що студія почала розробку продовження. Death Stranding 2 була офіційно анонсована у грудні під час церемонії The Game Awards 2022. Того ж місяця було оголошено про співпрацю Kojima Productions із Hammerstone Studios щодо кіноадаптації Death Stranding.
У червні 2023 року Кодзіма заявив, що студія працює над портом Death Stranding Director's Cut для macOS і планує випускати свої майбутні проєкти на цій платформі. У грудні студія анонсувала гру жахів OD, яка є частиною партнерства між Kojima Productions та Microsoft, укладеного в червні минулого року, і використовує «передові хмарні технології» сервісу Azure. Студія співпрацює з кінорежисером Джорданом Пілом над проєктом, тоді як Софія Лілліс, Гантер Шафер та Удо Кір є частиною акторського складу. Кодзіма сказав, що міркував про цей проєкт із 2016—2017 року і звертався до багатьох компаній, щоб втілити його. Він зазначив, що проєкт «потребував інфраструктури, яка ніколи раніше не була потрібна», через що інші компанії відмовилися від співпраці. У січні 2024 року Кодзіма анонсував шпигунський бойовик під робочою назвою Physint, активне виробництво якого почнеться після завершення розробки Death Stranding 2 та відбуватиметься за підтримки Sony.

## Розроблені ігри
| Рік                      | Назва                                    | Платформа                                                           | Видавець                                  |
| ------------------------ | ---------------------------------------- | ------------------------------------------------------------------- | ----------------------------------------- |
| Як дочірня студія Konami |                                          |                                                                     |                                           |
| 2005                     | Boktai 3: Sabata's Counterattack         | Game Boy Advance                                                    | Konami                                    |
| 2005                     | Metal Gear Acid 2                        | PlayStation Portable                                                | Konami                                    |
| 2005                     | Metal Gear Solid 3: Subsistence          | PlayStation 2                                                       | Konami                                    |
| 2006                     | Kabushiki Baibai Trainer Kabutore        | Nintendo DS                                                         | Konami                                    |
| 2006                     | Metal Gear Solid: Digital Graphic Novel  | PlayStation Portable                                                | Konami                                    |
| 2006                     | Metal Gear Solid: Portable Ops           | PlayStation Portable                                                | Konami                                    |
| 2007                     | Lunar Knights                            | Nintendo DS                                                         | Konami                                    |
| 2007                     | Metal Gear Solid: Portable Ops Plus      | PlayStation Portable                                                | Konami                                    |
| 2008                     | Metal Gear Solid 4: Guns of the Patriots | PlayStation 3                                                       | Konami                                    |
| 2008                     | Metal Gear Online                        | PlayStation 3                                                       | Konami                                    |
| 2009                     | Gaitame Baibai Trainer: Kabutore FX      | Nintendo DS                                                         | Konami                                    |
| 2009                     | Metal Gear Solid Touch                   | iOS                                                                 | Konami                                    |
| 2010                     | Metal Gear Solid: Peace Walker           | PlayStation Portable                                                | Konami                                    |
| 2010                     | Castlevania: Lords of Shadow             | Microsoft Windows, PlayStation 3, Xbox 360                          | Konami                                    |
| 2011                     | Metal Gear Solid HD Collection           | PlayStation 3, PlayStation Vita, Xbox 360                           | Konami                                    |
| 2012                     | Metal Gear Solid 3: Snake Eater 3D       | Nintendo 3DS                                                        | Konami                                    |
| 2012                     | Metal Gear Solid: Social Ops             | Android, iOS                                                        | Konami                                    |
| 2012                     | Zone of the Enders HD Collection         | PlayStation 3, Xbox 360                                             | Konami                                    |
| 2013                     | Metal Gear Rising: Revengeance           | Microsoft Windows, PlayStation 3, Xbox 360                          | Konami                                    |
| 2013                     | Metal Gear Solid: The Legacy Collection  | PlayStation 3                                                       | Konami                                    |
| 2014                     | Metal Gear Solid V: Ground Zeroes        | Microsoft Windows, PlayStation 3, PlayStation 4, Xbox 360, Xbox One | Konami                                    |
| 2014                     | P.T.                                     | PlayStation 4                                                       | Konami                                    |
| 2015                     | Metal Gear Solid V: The Phantom Pain     | Microsoft Windows, PlayStation 3, PlayStation 4, Xbox 360, Xbox One | Konami                                    |
| Як незалежна студія      |                                          |                                                                     |                                           |
| 2019                     | Death Stranding                          | Microsoft Windows, PlayStation 4                                    | 505 Games, Sony Interactive Entertainment |
| 2021                     | Death Stranding Director's Cut           | iOS, iPadOS, macOS, Microsoft Windows, PlayStation 5                | 505 Games, Sony Interactive Entertainment |
| 2025                     | Death Stranding 2: On the Beach          | PlayStation 5                                                       | Sony Interactive Entertainment            |
| Н/Д                      | OD                                       | Н/Д                                                                 | Xbox Game Studios                         |
| Н/Д                      | Physint                                  | Н/Д                                                                 | Sony Interactive Entertainment            |